# RASH!!
『RASH!!』（ラッシュ）は、北条司による日本の漫画作品。

## 概要
『週刊少年ジャンプ』（WJ、集英社）誌上において1994年43号から1995年9号まで連載された。前作『こもれ陽の下で…』に続き、作者4作目となる連載作品である。単行本はジャンプ・コミックスより、全2巻が刊行された。
刑務医として故郷に帰って来た無鉄砲な女性主人公が、自身の治療理念に基づき、患者の病気の原因を取り除くためにと行動していくさまを描く。
タイトルは主人公の性格に由来し、英語で「無鉄砲」をあらわす "rash" から名付けられたものであるが、「殺到する」などを意味しラッシュ時などとして日本語にも定着している "rush" と間違えられることが多かった。
わずか16話で打ち切られ、北条の連載作の中で最も短い作品となっている。後に北条は本作の失敗原因として、自分の好きなように描いた前作『こもれ陽の下で…』とは反対に担当の意向に出来るだけ添うように描く中、なぁなぁになってしまったこと、そして主人公のキャラクター付けに失敗したことを懐述している。
次作『F.COMPO』から北条は連載の場を青年誌に移しており、本作が『WJ』誌上、そして少年誌における最後の連載作品となっている（読切はこの後も『少年たちのいた夏 〜Melody of Jenny〜』収録の3編を掲載している）。

## あらすじ
東京の帝都医科大学に勤務していた朝霞勇希（あさかゆうき）が突如、地元の大月刑務所の刑務医として帰郷、様々な事件に首を突っ込んでは騒ぎを大きくしながらも、なんとか無事に解決していく。そして体の治療だけではなく、病気の原因となっていることを取り除く心の治療のために、麻薬組織の解体へと身を乗り出していく……。

## 登場人物

### 主要人物
朝霞 勇希（あさか ゆうき）
本作の主人公。元々は東京の帝都医科大学病院に勤務していたが、同病院に入院していた大物政治家が闇献金の追及を逃れるために仮病を使って入院し、かつ院長と癒着の関係にあったことを暴き、白日の下に晒す。この一件で院長と衝突した挙句、啖呵を切る形で退職。祖母の跡を継ぎ大槻刑務所の刑務医となるため帰郷する。しかし帰郷には、刑務所内にいる大学時代の恩師・新田と会うという目的が隠されていた。面倒臭がりで、愚痴ばっかりを言っている割には自分からトラブルに首を突っ込み、無鉄砲な性格で後先を考えずに行動を取るが、医師としての実力は非常に高い。また、幼い頃から拳法の達人である父親に鍛えられているため、こちらもかなりの実力を持つ。医者として患者の事を第一に考え、新田の理想を引き継いだ病気の根本的な原因を取り除く治療を行なう。
辰巳（たつみ） / チョロ
名前は不明。勇希からはチョロと呼ばれる。勇希の幼馴染みの刑事で、勇希の実家である月照寺に下宿している。勇希とは逆にまず頭で考えてから行動するタイプ。幼い頃から勇希に惚れており、彼女に認められるためにと刑事になった。
日野 誠（ひの まこと）
帝都医科大学での勇希の後輩。勇希を病院へと連れ戻すために月照寺を訪れる。生真面目な性格。
遥（はるか）
女子高生。彼氏を無理矢理麻薬漬けにした連中を退治してくれた勇希に惚れて付きまとう。後には勘違いから辰巳に惚れて付きまとうようになる。
勇希の祖母
名前は不明。月照寺の住職であり、月照寺医院の院長。勇希の帰郷によって、長年務めていた大月刑務所の刑務医を退任する。

### 大月刑務所
牧瀬（まきせ）
大月刑務所の看守長。勇希のとばっちりを良く受ける。
所長
大月刑務所の所長。名前は不明。勇希が幼い頃より知っている。

#### 囚人とその関係者
徳さん
大月刑務所に収容されている受刑者の老人。早くに勇希と知り合い仲良くなる。何度も収容されており、刑務所内に詳しい。
尾形 利展（おがた としのり）
娘を殺害しようとした秋山に対する暴行で過剰防衛とされ、大月刑務所に収容される。偽名を使い面会に訪れた秋山を見て、過換気症候群を起こす。
尾形 美咲（おがた みさき）
利展の一人娘で、秋山にストーカーされている。父の気持ちを汲み、父の出所前に挙式を行おうとするが、仮出所した秋山に再び狙われる。それを知った勇希は、「尾形の根本的な治療」のために立ち上がる。
秋山（あきやま）
美咲の元同僚でストーカー。美咲を殺害しようして逮捕されるが、犯行時の精神的混乱が認められ、短い刑期で仮出所する。その後、再び美咲に付きまとう。
新田 唯法（にった ただのり）
勇希の恩師であり、元帝都医科大学病院の医師。体の治療だけではなく、病気の原因となっていることを取り除く心の治療によって患者が病気にならないようにすることを目指す。この目的のために麻薬密売人等の悪人を殺害しており、勇希にも協力を求めるが、彼女に通報されて逮捕される。起訴出来たのは5人の殺人までで、証拠不十分なため刑が確定したのは1件のみであり、実際にはどれだけの殺人を重ねたか不明である。
入江 重臣（いりえ しげおみ）
元帝都医科大学の教授で、新田とは同期で親友であった。新田の暴走に気付きながらも止められなかったことを悔やみ、新田の逮捕後に辞職し、新宿でホームレスとなっていた。
菊池 信之（きくち のぶゆき）
大月刑務所に収容されている受刑者。かつてはブラッディローズと呼ばれるボスの元でコカイン密売組織の幹部をしており、ブラッディローズの情夫でもあった。

### 麻薬密売組織
阿部 尚久（あべ なおひさ）
コカイン密輸組織のボス。かつてはブラッディローズの組織の一員であったが、彼女を裏切り組織を乗っ取った。表向きは輸入業者。
辻井 憲治（つじい けんじ）
阿部からコカインを買い付け、暴力団等に売りつける仲買人。
早川 敏信（はやかわ としのぶ）
大臣を務めたこともある大物政治家。阿部達の黒幕。

## サブタイトル一覧
本作では第1話、第2話…ではなく、KARTE1、KARTE2…と表記される。
1. Rash Rash !!
2. Sleeping Beauty
3. Father of the Bride
4. Cold Sweat
5. Conversation Piece
6. Wages of Fear
7. Looking for Mr.Goodbar
8. The Getaway
9. Close to You
10. True Confessions
11. Beauty and Beast
12. Scar Face
13. The Friendly Persuasion
14. Hang'em High
15. The Fugitive
16. Starting Over

サブタイトルには、一部を除き、映画のタイトルが引用されており、以下がその引用元である。
第2話『眠れる森の美女』　第3話『花嫁の父』　第4話『夜の訪問者』　第6話『恐怖の報酬』　第7話『ミスター・グッドバーを探して』　第8話『ゲッタウェイ』　第10話『告白』　第11話『美女と野獣』　第12話『スカーフェイス』又は『暗黒街の顔役』　第13話『友情ある説得』　第14話『奴らを高く吊るせ!』　第15話『逃亡者』

## 書誌情報
- 北条司『RASH!!』集英社〈ジャンプ・コミックス〉
  1. 1995年2月8日発行 ISBN 4-08-871777-5
  2. 1995年5月16日発行 ISBN 4-08-871778-3